# 胡艾镇 (阿拉巴马州)
胡艾镇（英語：Hueytown），是美国阿拉巴马州下属的一座城市。面积约为19.45平方英里（约合50.37平方公里）。根据2010年美国人口普查，该市有人口16,105人，人口密度为828.02/平方英里（约合319.73/平方公里）。